# Marcel Tiemann

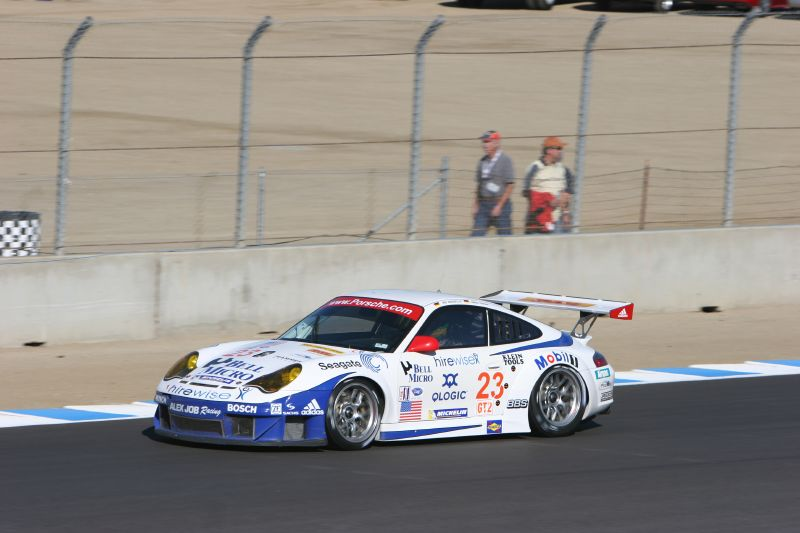
Marcel Tiemanns Porsche 911 GT3-RSR

Marcel Tiemann, född den 19 mars 1974 i Hamburg är en tysk racerförare.